# Fiesch
Fiesch – miejscowość i gmina (Politische Gemeinde) w południowej Szwajcarii, w kantonie Valais, w okręgu (Bezirk) Goms. Leży nad Rodanem.

## Demografia
We Fiesch mieszka 925 osób. W 2021 roku 15,1% populacji gminy stanowiły osoby urodzone poza Szwajcarią. 

## Współpraca
Miejscowość partnerska:
- Neufra, Niemcy

## Transport
Przez teren gminy przebiega droga główna nr 19. 